# フェリス・オケンド
フェリス・オケンド（Fres Oquendo 、1973年4月1日 - ）は、アメリカ合衆国のプロボクサー。プエルトリコサンフアン出身。イリノイ州シカゴ在住。

## 来歴
1997年5月10日、アマチュア時代110戦105勝5敗の実績を引き下げプロデビュー。3回2分30秒TKO勝ちで白星でデビューを飾った。
2001年9月2日、オベド・スリヴァンとNABF北米ヘビー級王座決定戦を行い11回38秒KO勝ちで王座獲得に成功した。
2002年4月13日、デビッド・トゥアと対戦し、プロ初黒星となる9回1分54秒TKO負けを喫しNABF王座の初防衛に失敗、王座から陥落した。
2002年12月14日、アトランティックシティのボードウォーク・ホールでジョージ・アリアスとWBAフェデラテンヘビー級王座決定戦を行い、11回にアリアスの右目を腫れがひどくリングドクターの試合続行不可能との判断により王座獲得に成功した。
2003年9月20日、世界初挑戦。IBF世界ヘビー級王者クリス・バードと対戦し、12回0-3（113-115、112-116、111-117）の判定負けを喫し王座獲得に失敗した。
2004年4月17日、マディソン・スクエア・ガーデンでWBA世界ヘビー級王者ジョン・ルイスと対戦し、11回2分33秒TKO負けを喫し王座獲得に失敗し、最初の現役引退を表明。
2006年2月16日、ダニエル・ディスポと対戦し、9回1分55秒TKO勝ちで2年ぶりの現役復帰戦を白星で飾った。
2006年5月25日、ジャビエル・モーラとWBOラテンアメリカヘビー級王座決定戦を行い、3-0の判定勝ちで王座獲得に成功した。
2006年11月10日、アラモドームでイベンダー・ホリフィールドとUSBA全米ヘビー級王座決定戦を行い、0-3の判定負けで王座獲得に失敗した。
2007年7月20日、自身の持つWBOラテンアメリカヘビー級王座と空位のWBCラテンアメリカヘビー級王座を懸けエリエセア・カスティーヨと対戦し、3-0の判定勝ちを収めWBOラテンアメリカ王座の初防衛に成功、WBCラテンアメリカ王座の獲得にも成功した。
2008年12月13日、空位のIBA世界ヘビー級王座並びにNABO北米ヘビー級王座を懸けジェームズ・トニーと対戦し、12回1-2の判定負けを喫しIBA王座の獲得に失敗、NABO王座の獲得にも失敗した。
2009年6月26日、シカゴのUIC・パビリオンでブルース・セルドンとNABA北米ヘビー級暫定王座決定戦を行い、9回2分35秒KO勝ちで王座獲得に成功した。
2010年2月20日、空位のNABA北米ヘビー級正規王座並びにNABA北米ヘビー級王座を懸けデメトリス・キングと対戦し、キングの9回終了時棄権によりNABA北米王座の初防衛に成功、USBA全米王座獲得にも成功した。
2010年5月6日、元WBA・WBC世界クルーザー級スーパー王者のジャン＝マルク・モルメクと対戦し、0-3の判定負けを喫した。
2010年12月7日、オリバー・マクカールとIBFインターコンチネンタルヘビー級王座決定戦を行い、1-2の判定負けを喫し2度目の現役引退を表明した。
2012年3月3日、トラビス・フルトンとの対戦で2度目の現役復帰。2回2分58秒失格勝ち。
2012年5月25日、ジョエル・アベルとWBAフェデラテンヘビー級王座決定戦を行い9回1分53秒TKO勝ちで王座獲得に成功した。
2013年6月8日、デリック・ロージーとWBAフェデラテン王座と空位のNABA北米ヘビー級王座を懸け対戦し、3-0の判定勝ちを収めWBAフェデラテン王座の初防衛とNABA北米王座獲得に成功した。
2014年7月6日、チェチェン共和国グロズヌイのアフマド・アレーナで、元WBA世界ヘビー級王者でWBA世界ヘビー級3位のルスラン・チャガエフとWBA世界ヘビー級王座決定戦を行うが、12回0-2（114-114、2者が113-115）の判定負けを喫し王座獲得に失敗した。試合後のドーピング検査でオケンドから禁止薬物のタモキシフェンとアナストロゾールの陽性反応が検出された。
2015年10月8日、WBAは最新ランキングを発表し、オケンドをWBA世界ヘビー級4位にランクインした。
2015年10月17日、ドイツのキールでWBA世界ヘビー級王者ルスラン・チャガエフと1年3ヵ月ぶりの再戦を行う予定だったが、オケンドが同月6日のスパーリング中に肩を負傷したため中止となった。
2015年11月13日、肩を負傷したオケンドが最低でも2016年5月までは試合が出来ないとのメディカルリポートに基づき、チャガエフとの再戦が不可能になった。
2016年3月22日、同月5日に行われたWBA世界ヘビー級タイトルマッチ（ルスラン・チャガエフ対ルーカス・ブラウン戦）の試合直後にVADA（ボランティア・アンチ・ドーピング協会）によって行われたドーピング検査で、ブラウンの尿から違反薬物のクレンブテロールの陽性反応が検出され、同年5月12日、WBAは予備検体からもクレンブテロールの陽性反応が検出されたブラウンから王座を剥奪し、出場停止6ヵ月（同年11月12日まで）の処分を科し、オケンドに対しWBA世界ヘビー級5位のルスラン・チャガエフとの指名試合に向けた対戦交渉を開始するよう義務付けた。
2016年5月21日、WBAのメンドーサ会長は「WBAのドーピング規定に則り同年3月5日に行われたルスラン・チャガエフ対ルーカス・ブラウン戦の試合結果は無効試合とします。敗者となっていたチャガエフは試合前の地位であるWBA世界ヘビー級王者に復帰することとなります。」と述べ、WBA世界ヘビー級王座は正式にチャガエフに差し戻されたが、試合の公式記録は無効試合へ覆らなかった。
2016年7月26日、WBAはルスラン・チャガエフに対して2014年7月6日に行ったフェリス・オケンドとのWBA世界ヘビー級王座決定戦の認定料40,750ドル（約400万円）を支払うようくり返し求めてきたが、最終期限に設定した2016年7月14日までに支払いが無かったこと。また、オケンドとの指名試合を行う意思を示さなかった為、チャガエフからWBA世界ヘビー級王座を剥奪した。
2016年9月6日、WBAが、VADAによる抜き打ち検査はブラウンが自発的に要請したものであったことや試合5日前の検査ではクレンブテロールが検出されなかったことなどを考慮した結果、ブラウンがクレンブテロールを故意に摂取したとは認められず、また検出されたクレンブテロールが少量でブラウンに運動能力の向上等の優位性を与えるような量では無かったとして、ブラウンをWBA世界ヘビー級ランキングの5位以内に復帰させると発表。120日以内にWBA世界ヘビー級4位のフェリス・オケンドとWBA世界ヘビー級正規王座決定戦を行うよう指令した。
2016年11月1日、WBAはWBA世界ヘビー級3位のルーカス・ブラウンとWBA世界ヘビー級5位のシャノン・ブリッグスに対し同年12月31日までにWBA世界ヘビー級王座決定戦を行い、その勝者はWBA世界ヘビー級6位のフェリス・オケンドと120日以内に対戦するよう指令を出した。
2017年1月5日、WBAはシャノン・ブリッグスとフェリス・オケンドに対し同月2日からWBA世界ヘビー級王座決定戦に関する対戦交渉を開始し、30日以内にWBA世界ヘビー級王座決定戦を行うことで合意するか合意できなければ入札を行うとの指令を出した。シャノン・ブリッグス対フェリス・オケンド戦の勝者はアレクサンダー・ウスティノフとの対戦義務を負うとのこと。
2017年1月26日、WBAはWBA世界ヘビー級王座統一トーナメントを行うと発表した。上述のWBA指令に基づくシャノン・ブリッグスとのWBA世界ヘビー級王座決定戦を制しアレクサンダー・ウスティノフ戦も制すれば、ウラジミール・クリチコ対アンソニー・ジョシュア戦の勝者対ルイス・オルティスの勝者と唯一のWBA世界ヘビー級王者を確立する為に対戦するとのこと。
2017年2月13日、WBA世界ヘビー級4位のシャノン・ブリッグスとWBA世界ヘビー級5位のフェリス・オケンドの間で行われるWBA世界ヘビー級王座決定戦の入札が行われ、ブリッグス陣営のヘンリー・リヴァルタが40万ドルを提示したものの最低入札価格の100万ドルに満たなかった為、入札は不成立に終わった。WBAは同月23日に入札を行うとの通知を出した。
2017年2月22日、WBA世界ヘビー級4位のシャノン・ブリッグスとWBA世界ヘビー級5位のフェリス・オケンドの間でWBA世界ヘビー級王座決定戦を行うことで合意した。そのため同月23日に予定されていた入札は中止となった。シャノン・ブリッグス対フェリス・オケンド戦の対戦日時や対戦場所は後日発表されるとのこと。
2017年5月23日、同年6月3日にセミノール・ハード・ロック・ホテル・アンド・カジノ・ハリウッドでWBA世界ヘビー級4位のシャノン・ブリッグスとの間でWBA世界ヘビー級王座決定戦を行う予定だったが、同月14日にVADAが行った薬物検査でブリッグスの尿検体から規定値を超えた高濃度（7.89対1）のテストステロンが検出されたため、試合は中止となった。
2017年11月26日、WBAはWBA世界ヘビー級正規王者のマヌエル・チャーとWBA世界ヘビー級3位のフェリス・オケンドに対し、指名試合に関する対戦交渉を開始するよう指令を出した。同年12月22日までに合意に至らなければ入札となり、報酬の配分は50％ずつになるとのこと。
2018年2月9日、トロントのウェスティン・プリンス・トロントでWBA世界ヘビー級王者のマヌエル・チャーとWBA世界ヘビー級2位のフェリス・オケンドの間で行われる指名試合に関する入札が行なわれ、オケンド陣営が60万ドルを提示したのに対し、チャー陣営が10万1000ドルを提示したためオケンド陣営が興行権を落札した。
2018年9月20日、VADAにより8月31日に実施されたマヌエル・チャーに対するドーピング検査で採取された尿サンプルから二種類のアナボリックステロイド（エピトレンボロンとドロスタノロン）の陽性反応を示したことが公表された。この為、ドイツで9月29日に予定されていたマヌエル・チャーとのWBA世界ヘビー級王座戦は中止された。

## 獲得タイトル
- NABF北米ヘビー級王座
- WBAフェデラテンヘビー級王座
- WBOラテンアメリカヘビー級王座
- WBCラテンアメリカヘビー級王座
- NABA北米ヘビー級暫定王座
- USBA全米ヘビー級王座
- NABA北米ヘビー級王座